# Batterieturm

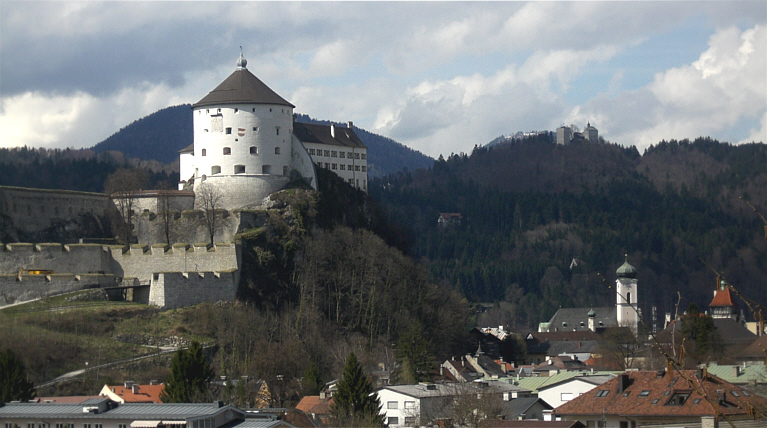
Batterieturm der Festung Kufstein

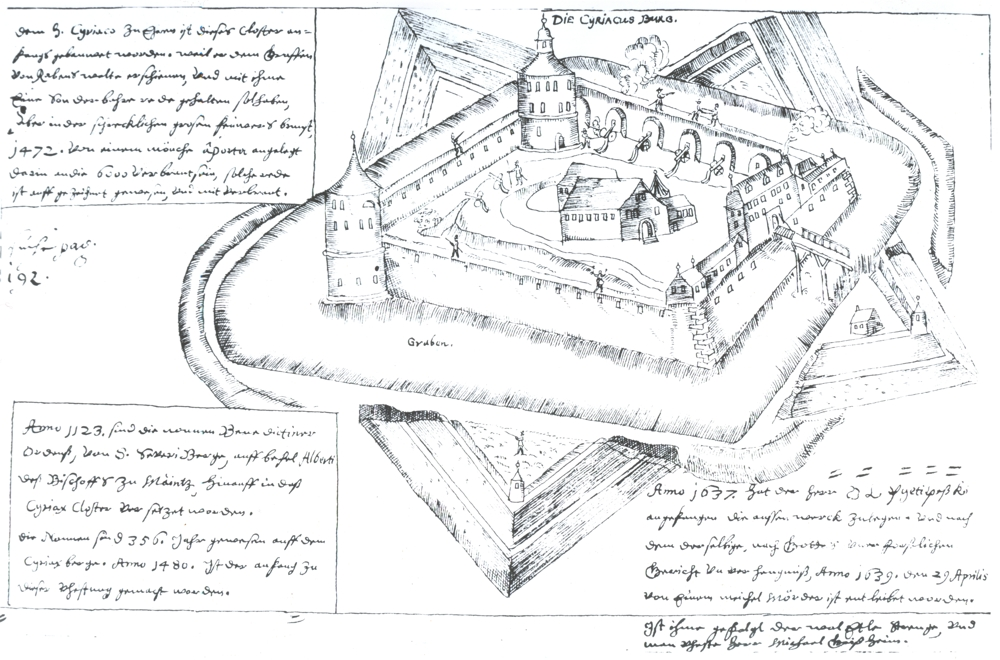
Ehemalige spätgotische Zitadelle Cyriaksburg mit beiden Geschütztürmen im Jahr 1670

Ein Batterieturm, oder auch Geschützturm, ist ein bei manchen Burganlagen erst später, meist im 16. Jahrhundert nach Aufkommen der Feuerwaffen errichteter Verteidigungsturm in der äußeren, oft erst nachträglich errichteten Verteidigungslinie. Die Bezeichnung „Batterieturm“ leitet sich von der Batterie ab, einer Gruppe von mehreren Geschützen.
Manchmal wurden diese Türme auch vor einer Verteidigungslinie „alleinstehend“ angeordnet.
Beispiele hierfür sind die Burgen Breuberg, Berwartstein, Frankenstein sowie das Burgschloss Schloss Burgk.
Vorgelagerte Batterietürme sollten ein vollständiges seitliches Bestreichen von Zwingern oder Burggräben ermöglichen. Manchmal befanden sie sich auch auf einem der Burg benachbarten (meist höherliegenden) Berggipfel, um diesen abzusichern (Beispiel Turm Kleinfrankreich). Manche vorgelagerten Türme sind zur Burganlage hin offen (z. B. bei Burg Breuberg), also Schalentürme, damit sich Angreifer nicht darin verschanzen konnten.
Auch befestigte Schlossneubauten der Spätgotik und Renaissance, sogenannte Burgschlösser, wurden oft mit Geschütztürmen befestigt. Ein Beispiel hierfür ist Schloss Langenburg.

## Geschichte und Bauweise
Frühe Geschütztürme waren noch für den Einsatz von großkalibrigen Handfeuerwaffen, den sogenannten Hakenbüchsen, ausgelegt, weswegen ihre Schießscharten entsprechend klein sind (siehe Bilder „Roter Turm“, „Schlickturm“, „Dicker Turm“). Außergewöhnlich ist in Deutschland der „Dicke Turm“ der Wasserburg Friedewald, der auch Senkscharten enthält (von außen nicht erkennbar!), die kurz über der Wasseroberfläche des Wassergrabens ins Freie münden. Dieser Turm enthält schon einen zentralen Rauchabzug für alle Geschützebenen. Burg Olavinlinna in Finnland wurde mit drei gewaltigen Geschütztürmen ab 1475 errichtet. Hier befanden sich die Geschütze ursprünglich nur auf einer Ebene, direkt unter dem Turmdach. Einen ähnlichen Befund wie an den Türmen von Olavinlinna, findet man am erhaltenen Festungsturm (nach 1557) der geschleiften Zitadelle Peitz. Es handelt sich um einen rechteckigen Ziegelbau, dessen untere zwei Etagen als Magazine dienten, die oberste Etage diente wohl zu Wohnzwecken oder als Türmerwohnung. Sie ist mit einer zinnenbekrönten Plattform abgeschlossen, auf der einst Kanonen als Batterie auf einer Ebene aufgestellt waren. Dieser Festungsturm repräsentiert somit die Entstehung des Geschützturmes in Deutschland.
Die meistens runden Türme konnten später zahlreiche stationäre Geschütze in verschiedenen Richtungen und auf mehreren Ebenen unterbringen und waren daher in der Feuerstärke möglichen Angreifern deutlich überlegen, die ihre Kanonen bestenfalls auf der Hauptangriffsseite einstellig in Geschützbereitschaft bringen konnten.
Die einzelnen Ebenen der Batterietürme sind manchmal durch eine Rampe miteinander verbunden, so dass die Geschütze variabel an den zahlreichen Schießscharten aufgestellt werden konnten.
Der Begriff Batterieturm ist in der Festungsforschung umstritten. Das „Wörterbuch der Burgen, Schlösser und Festungen“ verweist darauf und empfiehlt den Begriff „Geschützturm“. Es wird aber generell gesagt, dass ein Geschützturm/Batterieturm die angrenzenden Wälle überragt, dass die Höhe größer ist als die Breite und dass er zur Aufstellung mehrerer Geschütze geeignet sein muss. Das scheinen die unten angeführten Beispiele nicht unbedingt alle zu erfüllen. Zu ergänzen wäre, dass er durch eigene Feuerkraft und Widerstandsfähigkeit häufig gefährdete Bereiche der Befestigungsanlage abdeckt. Diskussionswürdig wäre der Maschikuliturm an der Festung in Würzburg.
Bauwerke, die nicht höher als die Wälle sind und breiter als hoch, wären eher unter dem Begriff Bastion oder Rondell zu fassen (z. B. der Munot in Schaffhausen).
Die Kaponniere ist eine Weiterentwicklung des Batterieturmes im Sinne einer Grabenstreiche.

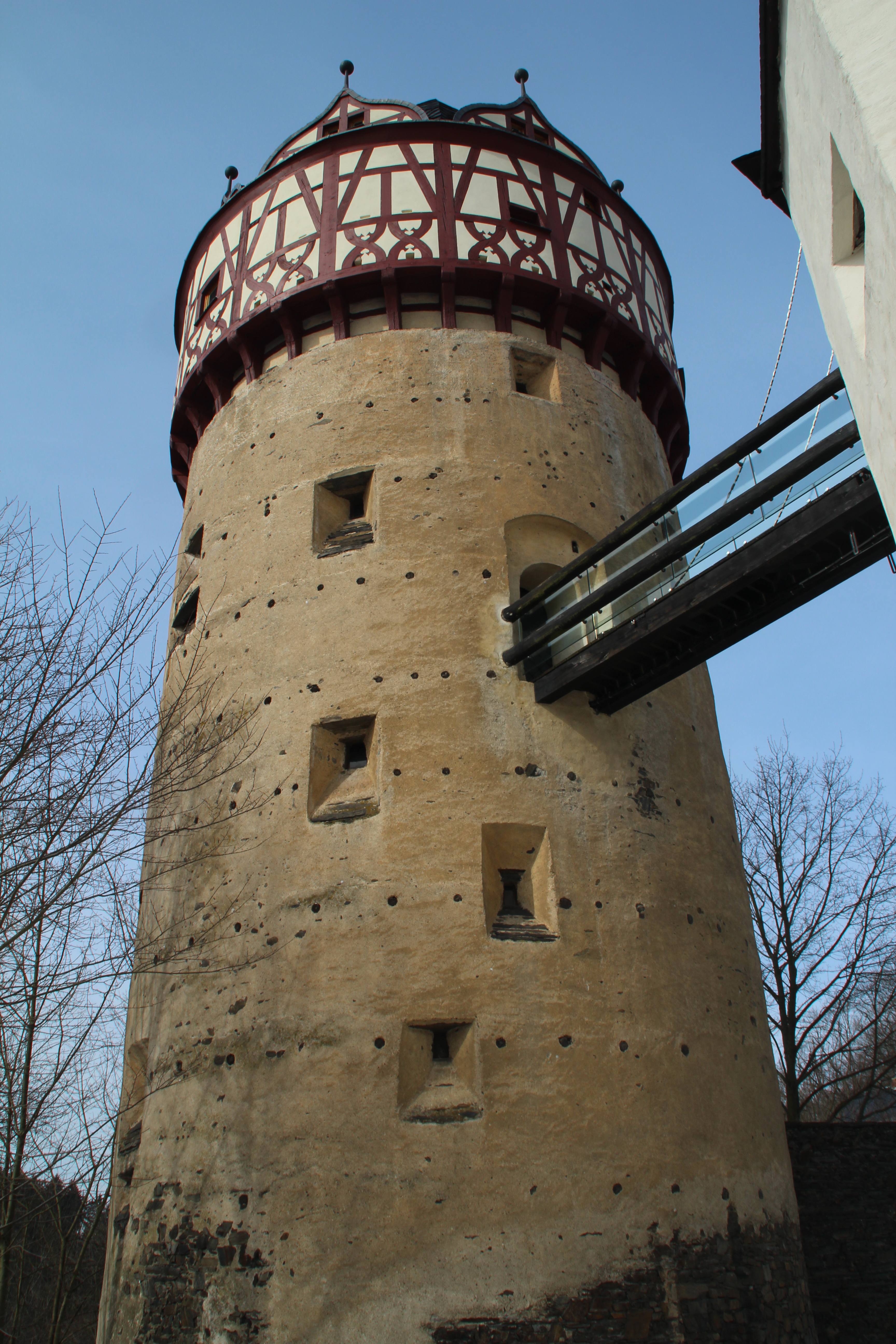
Batterieturm „Roter Turm“, vor einer neu errichteten Schildmauer/Vorburg stehend, Mitte 16. Jh., Burgschloss Schloss Burgk, Thüringen
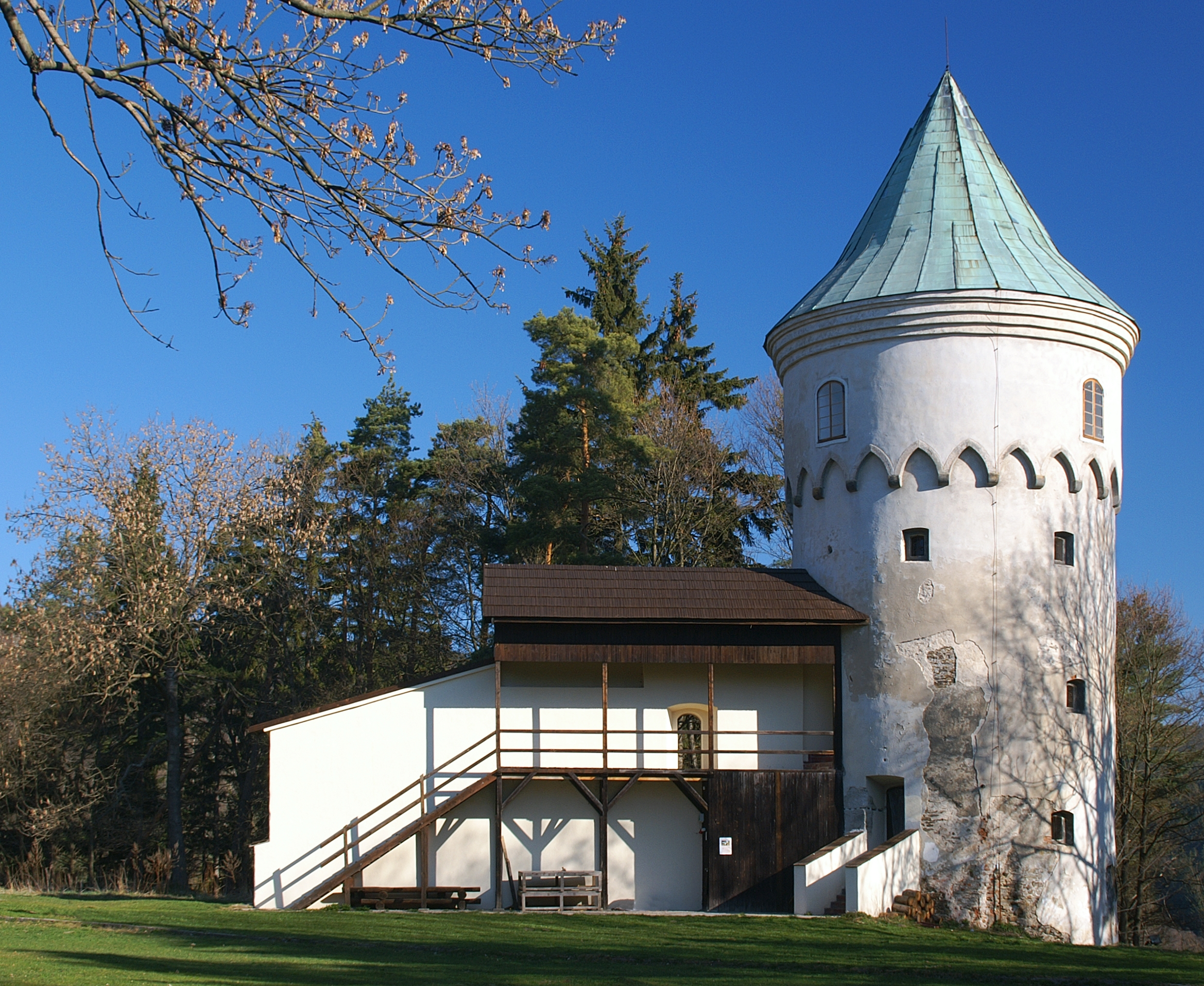
Batterieturm „Schlickturm“ (1517–1520) des geschleiften Burgschlosses Burg Freudenstein, Tschechien
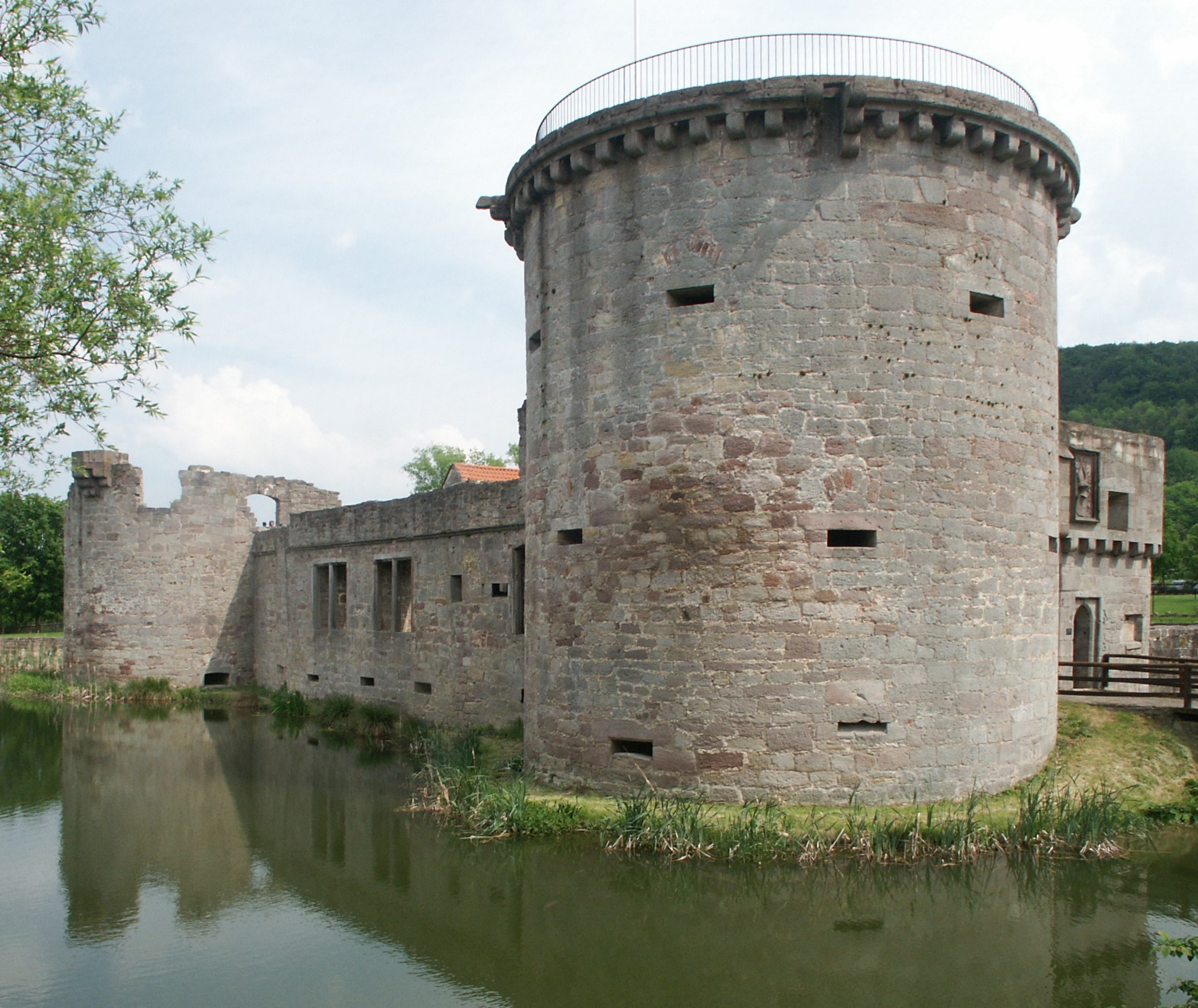
Wasserburg Friedewald, großer Geschützturm „Dicker Turm“ (ab 1476), teilweise mit (nur innen sichtbaren) Senkscharten und innen mit zentralem Rauchabzug, Hessen
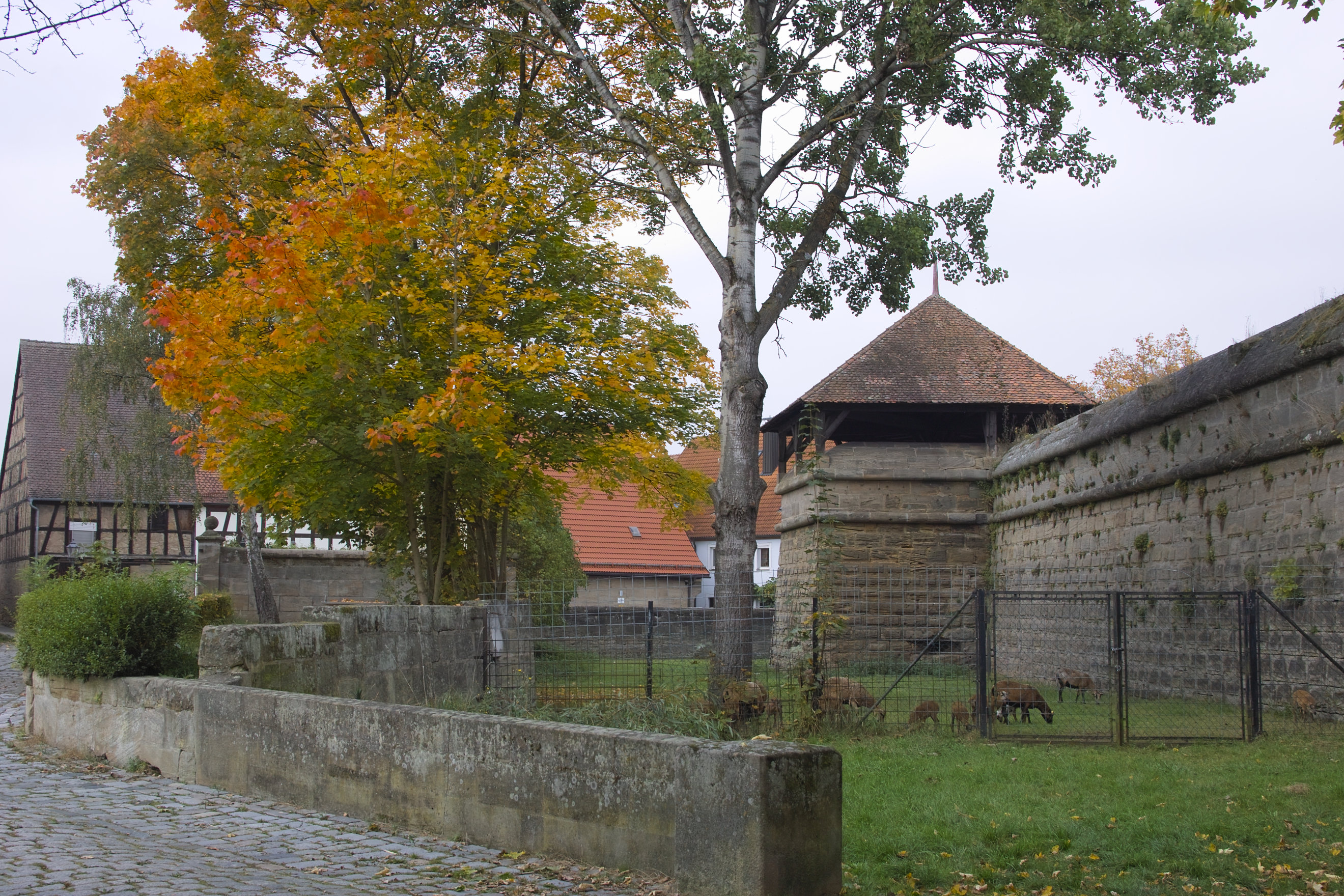
Eckige Geschütztürme (ab 1553) an Festung Lichtenau, Bayern
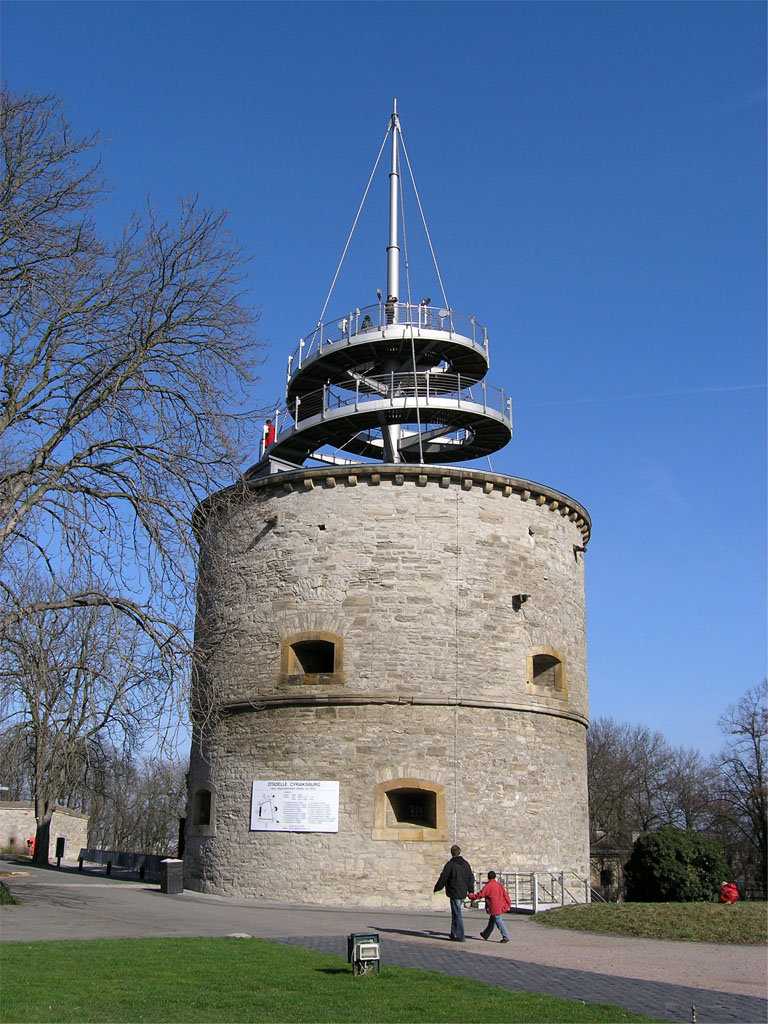
Einer von zwei Geschütztürmen (1530) der ehem. spätgotischen Zitadelle Cyriaksburg, Thüringen
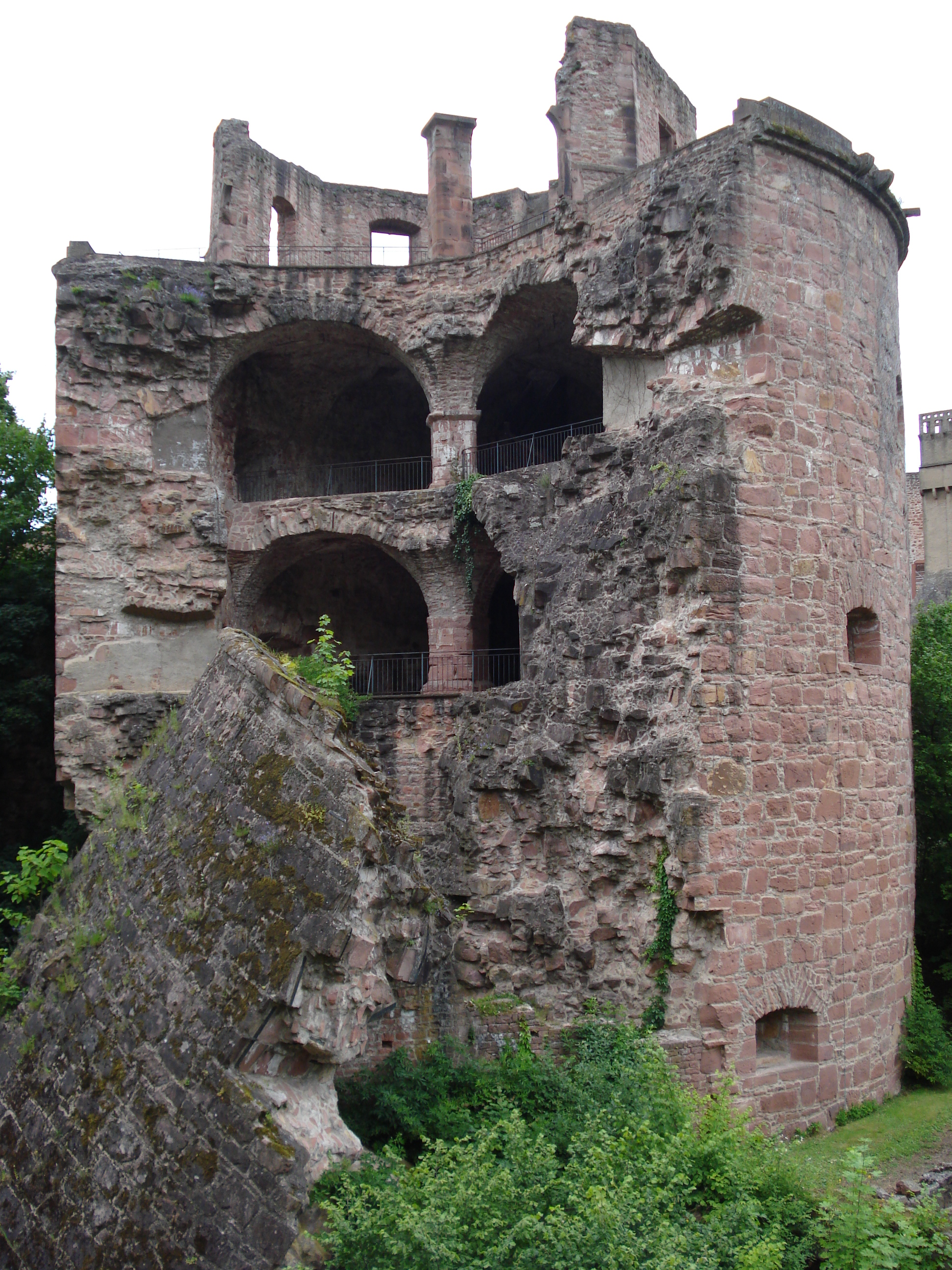
Heidelberger Schloss, gesprengter Geschützturm „Krautturm“, Baden-Württemberg
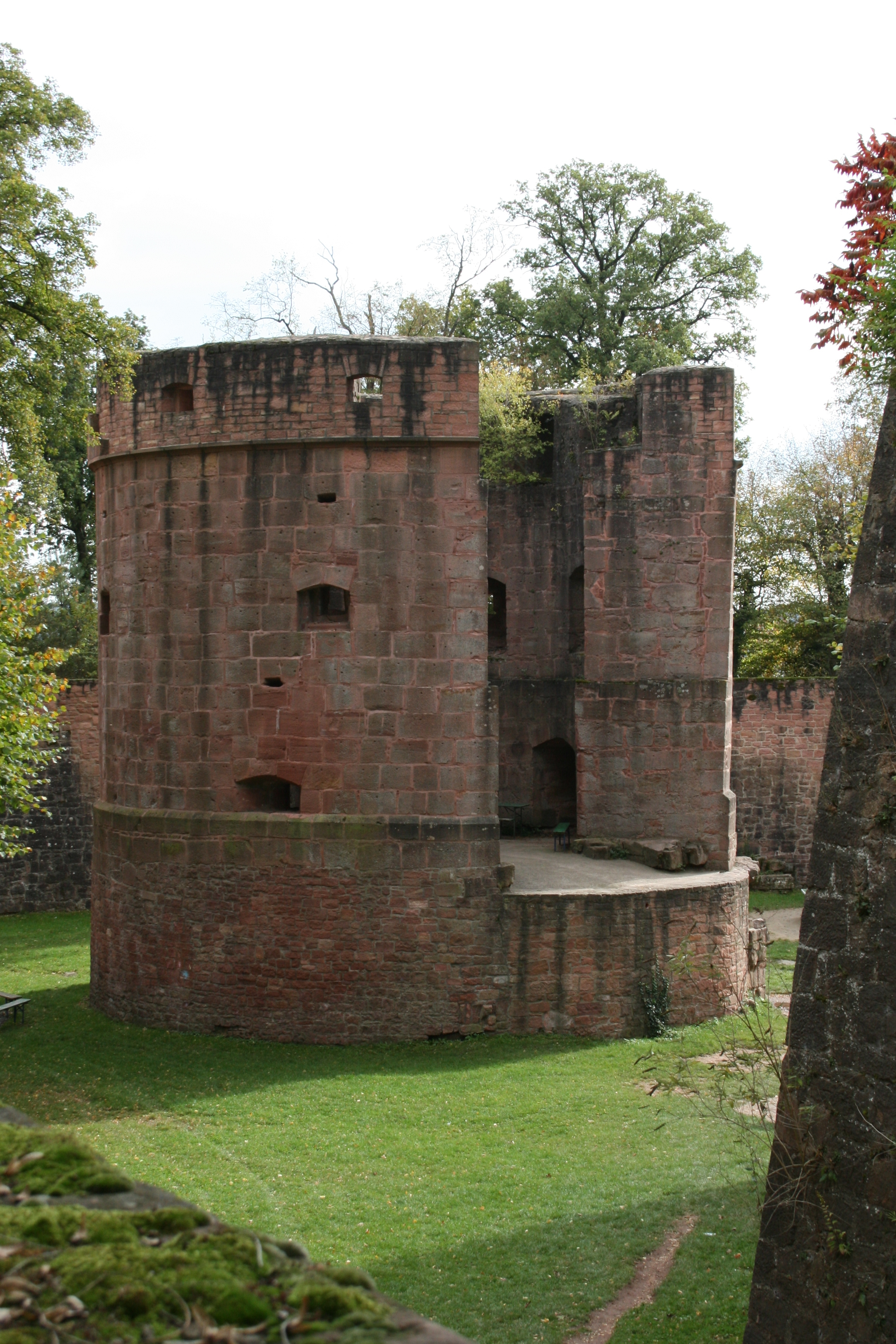
Burg Breuberg, östlicher vorgeschobener und offener Batterieturm „Michaelsturm“ (1480 bis spätestens 1507) im Zwinger, Hessen
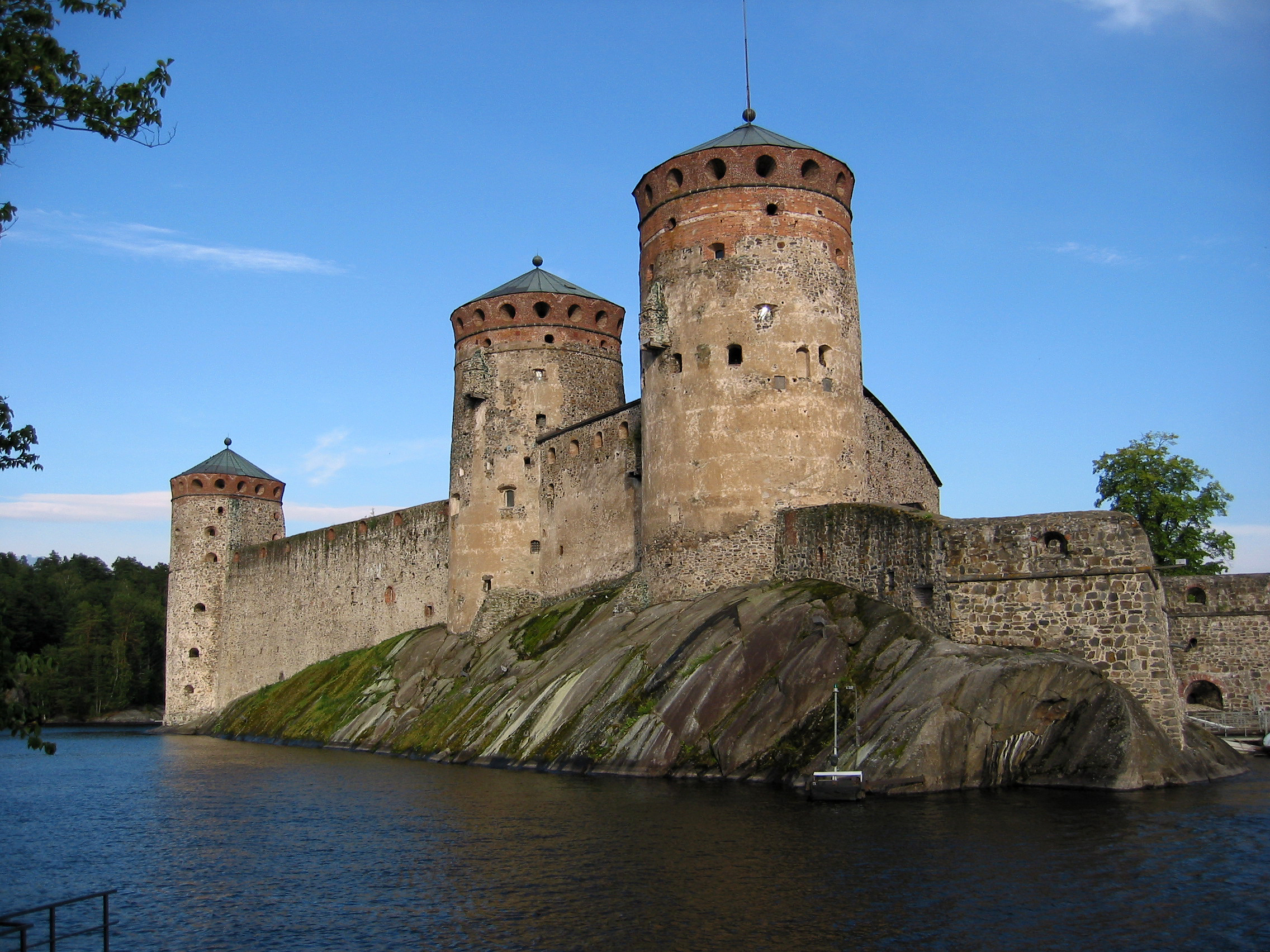
Burg Olavinlinna, Haupt-Geschützebene unter dem Turmdach, Finnland

## Das Turmfort

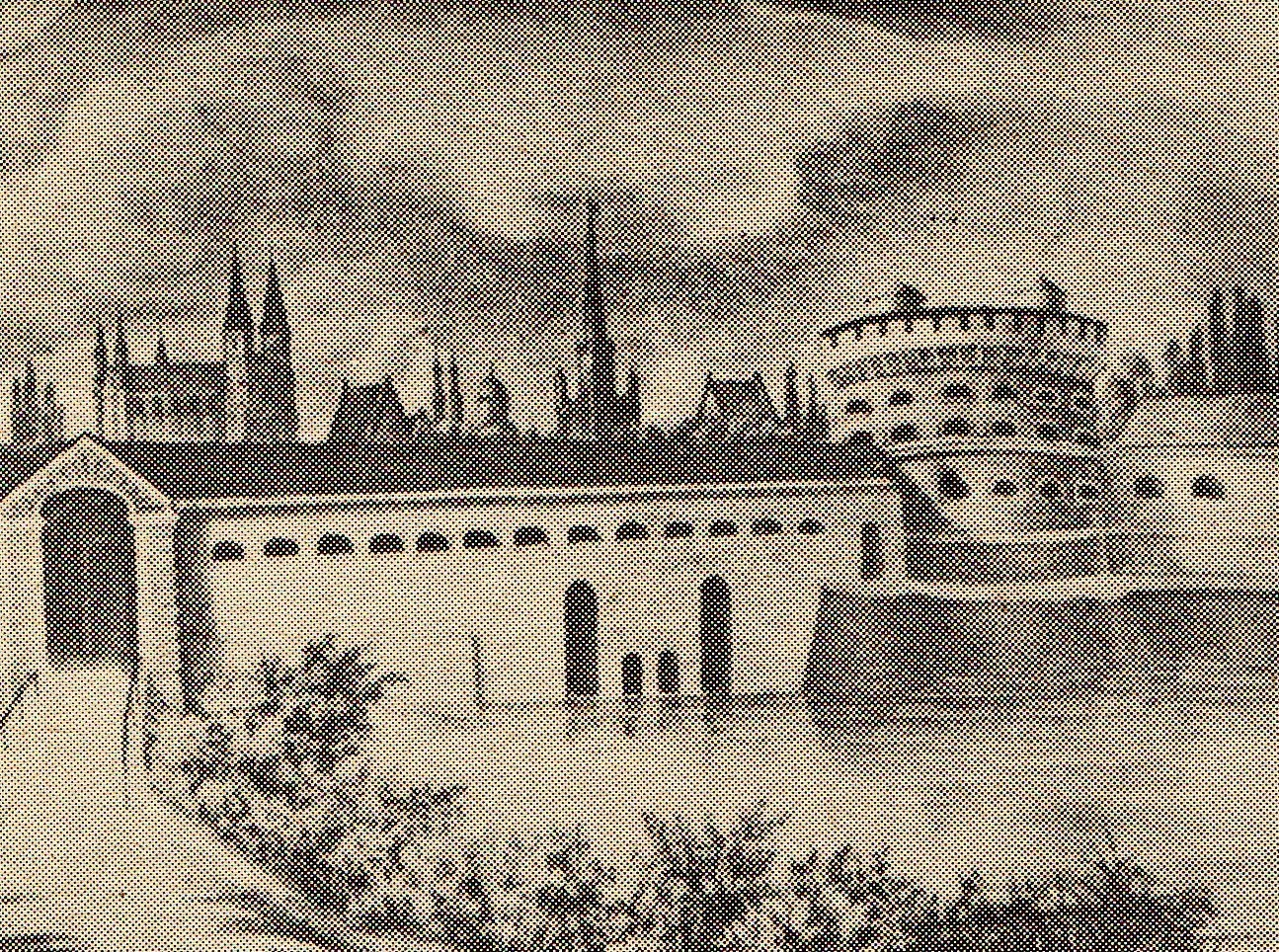
Turmfort Haake der preußischen Festungsstadt Posen im 19. Jh.

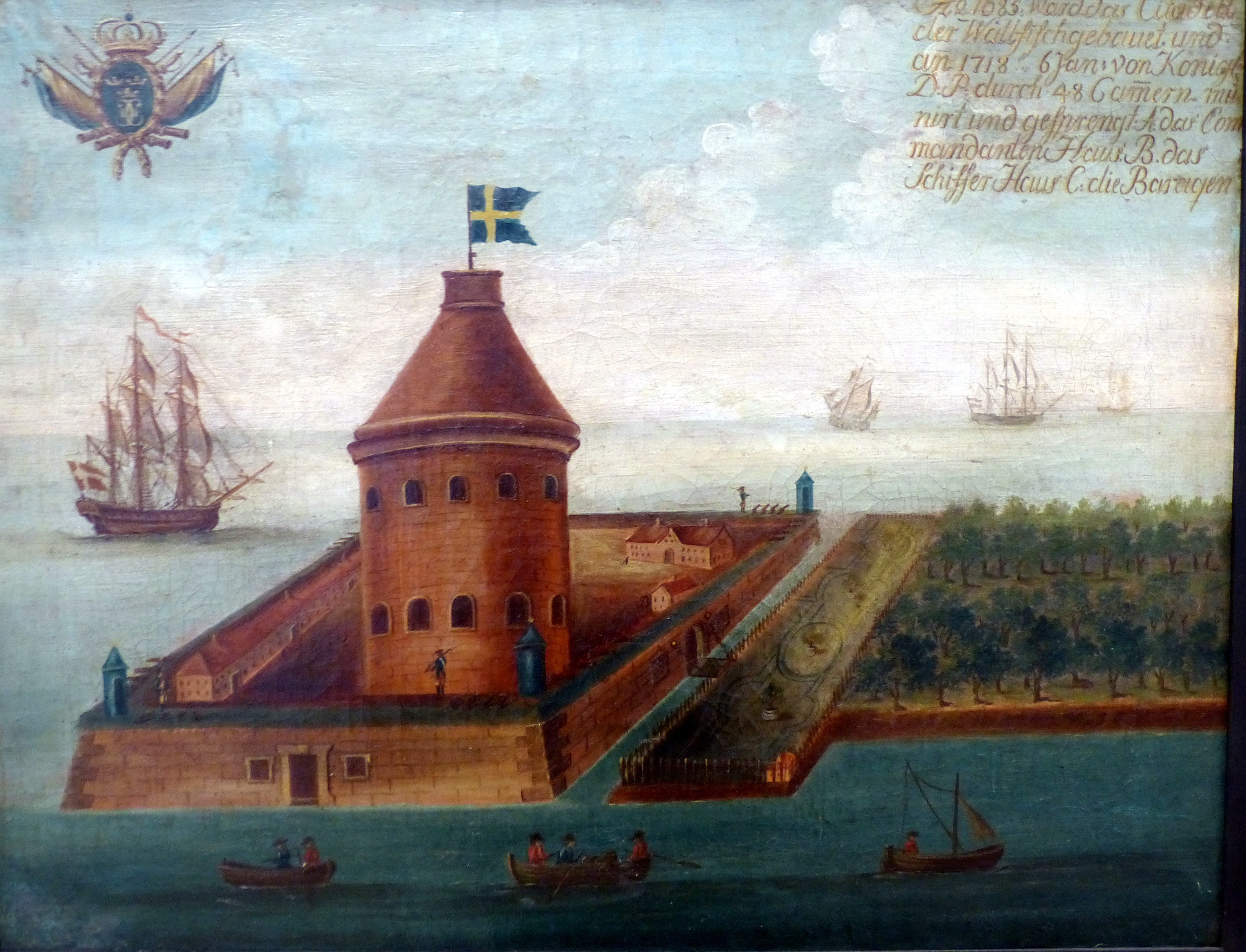
Ehemaliges schwedisches Inselfort Walfisch mit Geschützturm im 18. Jh., Mecklenburg-Vorpommern

Spätestens ab dem 17. Jh. wurden in Europa vermehrt kleine Festungsanlagen – oft auf Inseln – mit einem einzelnen Geschützturm zentral darin – als einzigem Hauptverteidigungswerk – errichtet. Es handelt sich um Turmforts. In Frankreich geht der Bau etlicher Turmforts im 17. Jh. auf die Idee des königlichen Festungsbaumeisters Sébastien Le Prestre de Vauban (1633–1707) zurück. Ein erhaltenes Beispiel ist das Inselfort mit dem „Goldenen Turm“ (1693–1697), auch als Vauban-Turm bekannt. Turmforts nach Neupreußischer Manier, die sogenannten Montalembertschen Türme, wurden in Preußen ab 1802 (in Festung Cosel, errichtet durch Generalmajor Karl Christian Reinhold von Lindener) und noch bis nach Mitte des 19. Jh., u. a. durch General Ernst Ludwig von Aster (1778–1855) errichtet:
- erhaltenes Turmfort (1802 oder 1806–1829) im Fort „Friedrich Wilhelm“ in Festung Cosel, Ruine
- ehem. Turmfort (1845) auf Rheininsel Petersau, der Festung Mainz
- ehem. Turmfort (vor 1850) in der Moselweißer Schanze, der Festung Koblenz
- erhaltener Wrangelturm (1853), der Festung Königsberg
- erhaltenes Fort Engelsburg (um 1854), der Festung Swinemünde
- erhaltener Dohnaturm (1859), der Festung Königsberg
- weitere ehem. Turmforts in Festung Posen und Festung Thorn

Diese Forts schützten Flussmündungen oder waren Teil der Befestigungsanlagen von Festungsstädten. Ebenso wie der Geschützturm der Wasserburg Friedewald (Spätgotik/Renaissance, ab 1476) hat auch das historistische Turmfort „Engelsburg“ in Swinemünde einen zentralen Rauchabzug.
Ähnliche, offenbar aus dem Geschützturm abgeleitete Bauwerke, sind auch turmartige Reduits in Festungsanlagen des 19. Jh. Der auf der schwedischen Festung Fredriksborg ab 1724 errichtete zentrale Geschützturm mit eigenem Burggraben und Zugbrücke, ehemals mit vier Galerien für Kanonen und/oder Gewehre, repräsentiert den Übergang vom Geschützturm zum Turm-Reduit.

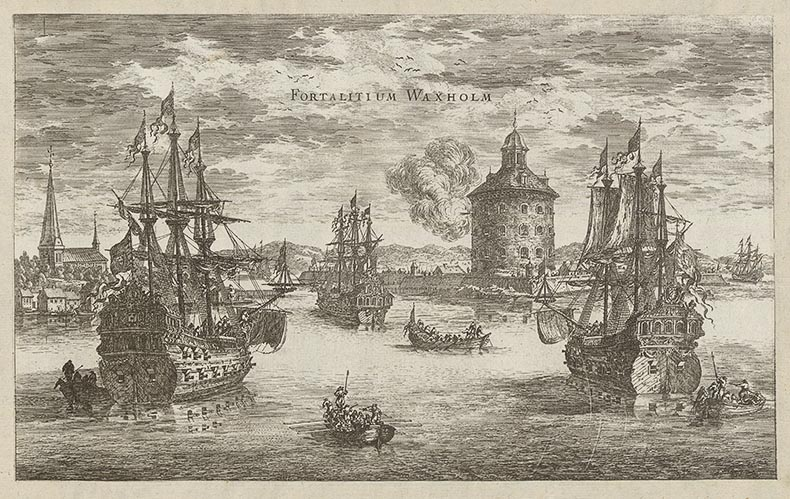
Turmfort der späteren Inselfestung Vaxholm, Zeichnung nach 1660, Schweden
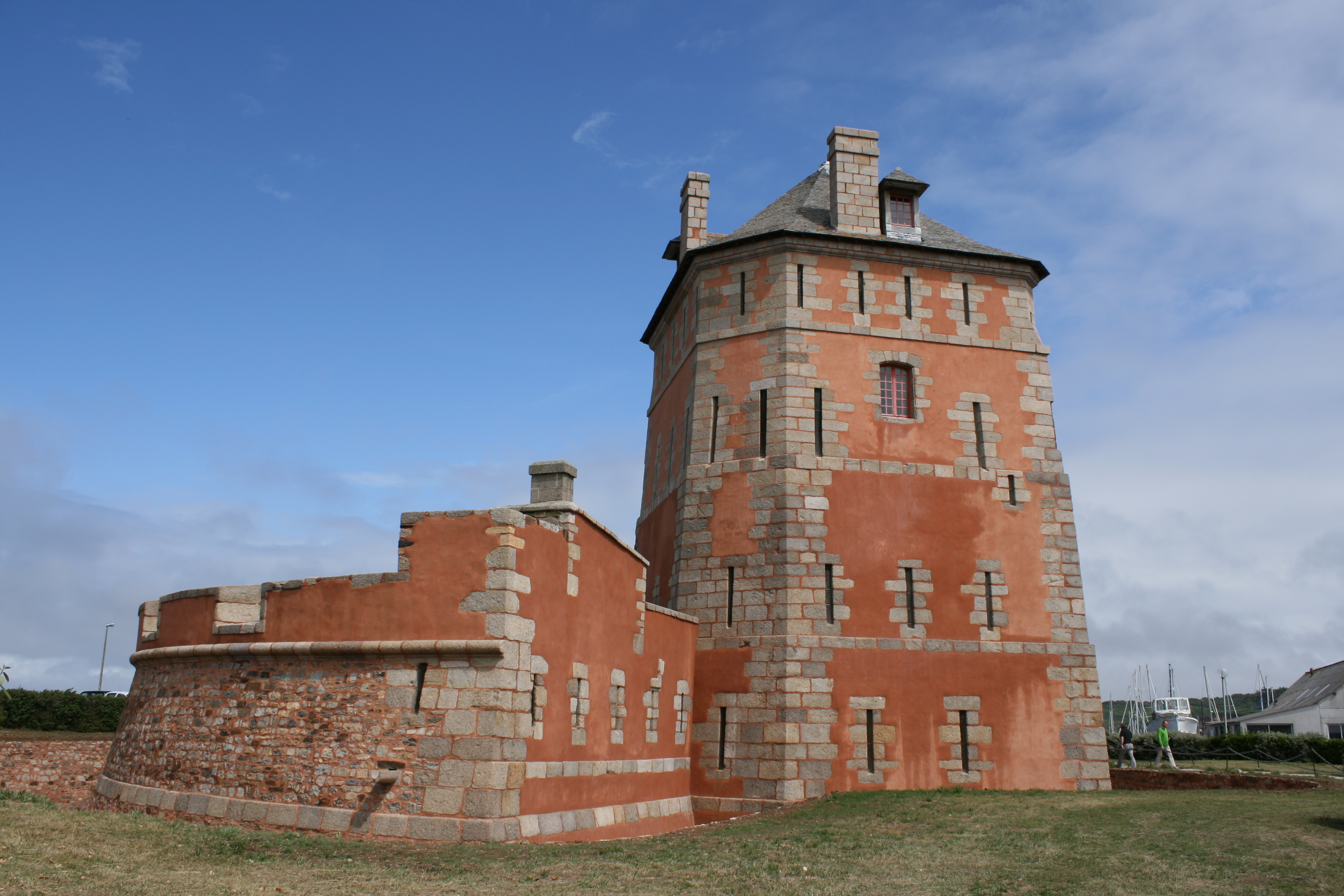
Turmfort: Sechseckiger Vauban-Turm (1693–1697), „Goldener Turm“, Geschützturm eines Inselforts des 17. Jh. in Camaret-sur-Mer, Frankreich
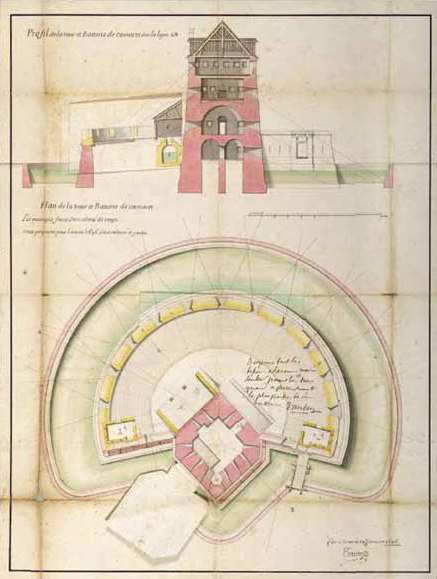
Turmfort Vauban-Turm im Schnitt
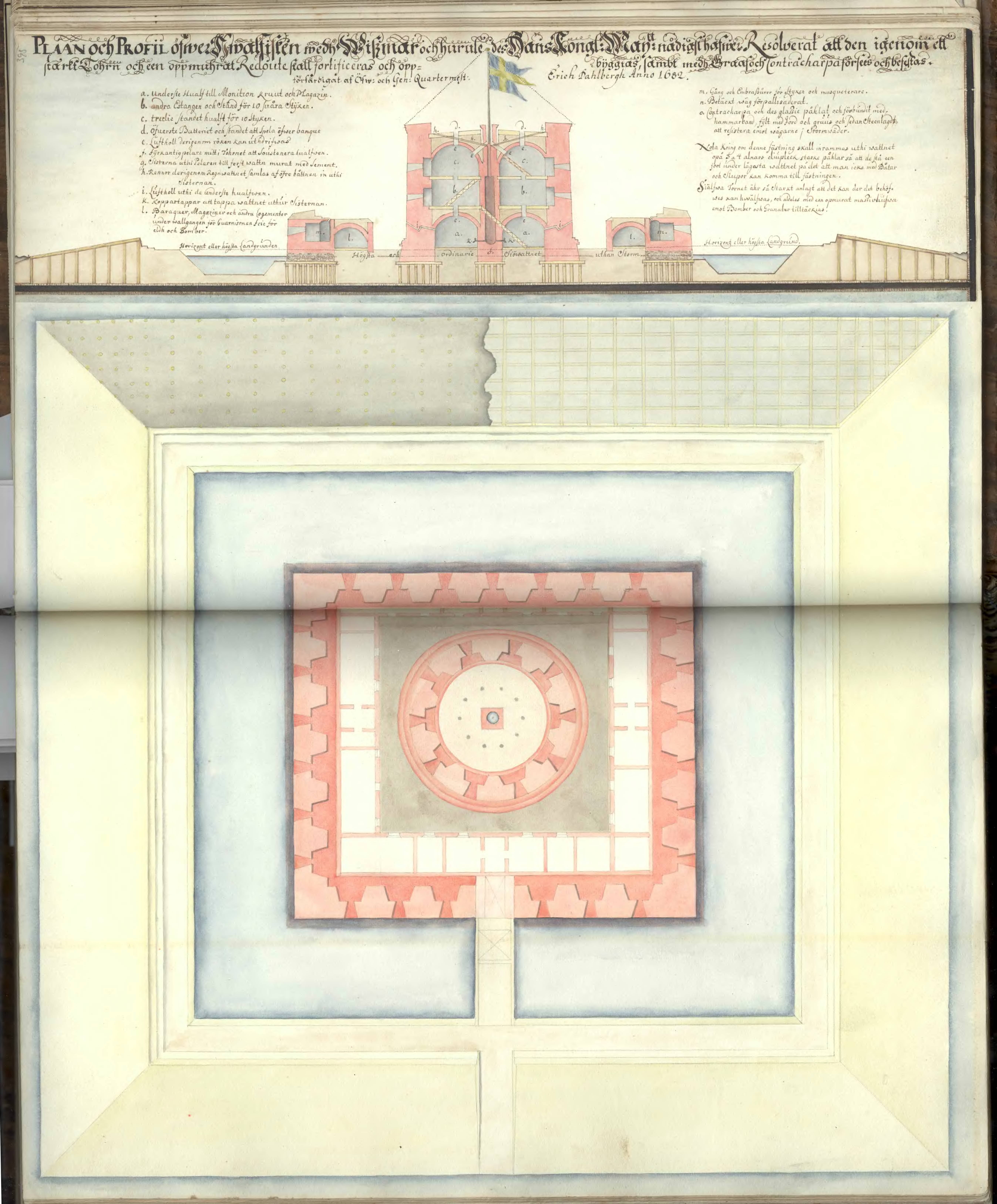
Plan des Inselforts Walfisch im Jahre 1682
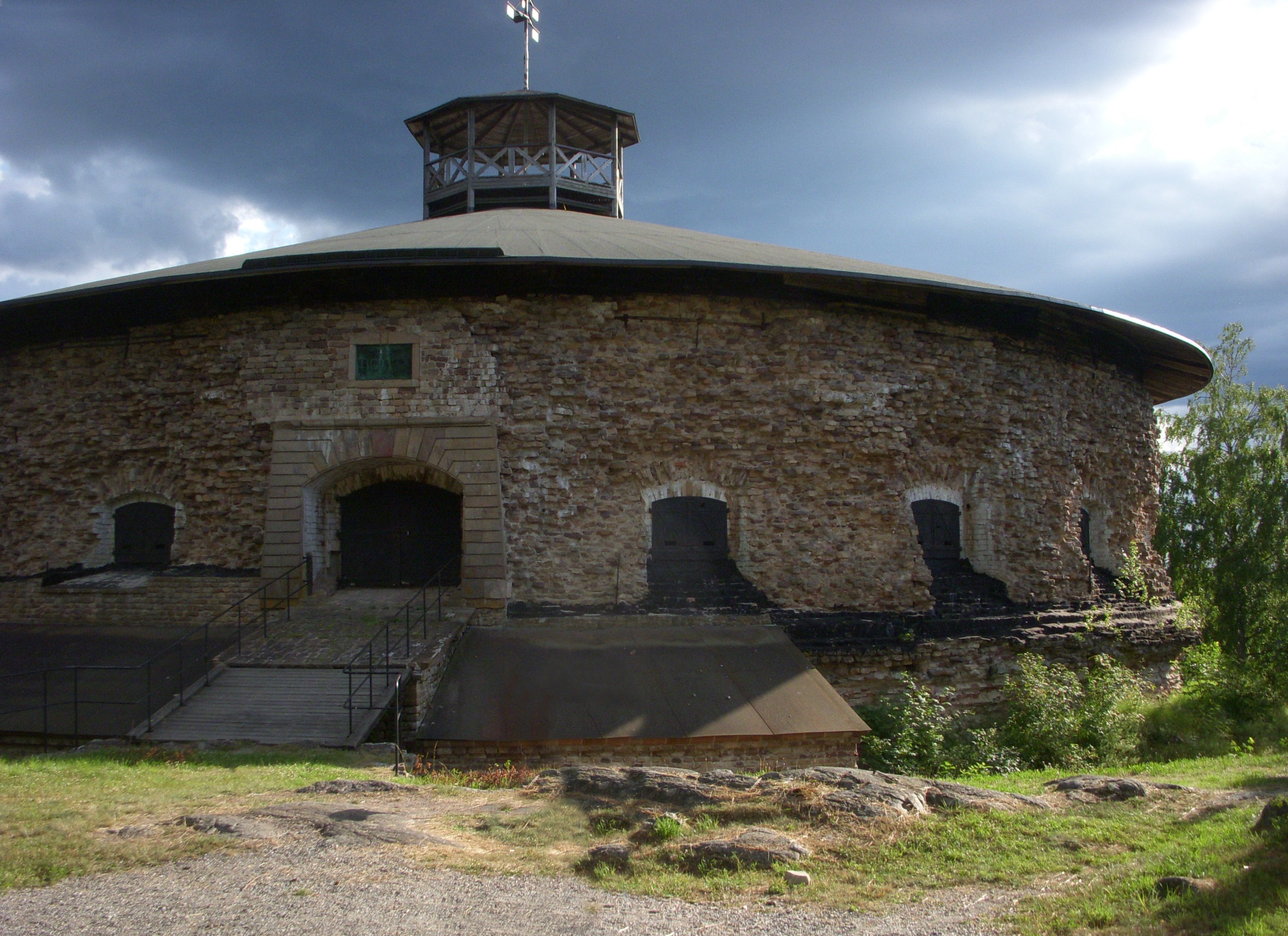
Ehemals vieretagiger Geschützturm (ab 1724) der Festung Fredriksborg mit eigenem Burggraben und Zugbrücke, er repräsentiert den Übergang vom Turmfort zum Turm-Reduit, Schweden
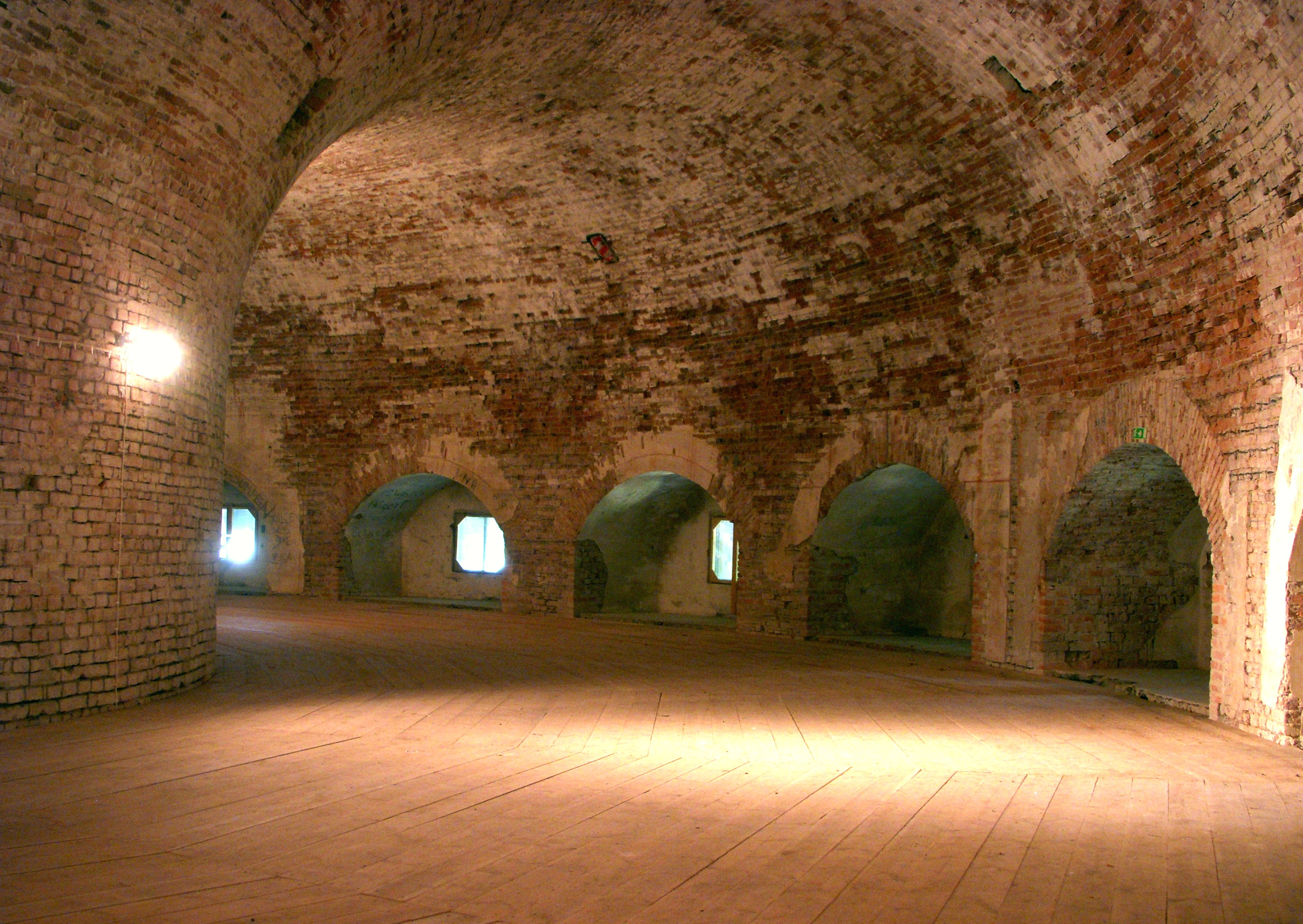
Kanonenebene im Turmfort der Festung Fredriksborg, Schweden
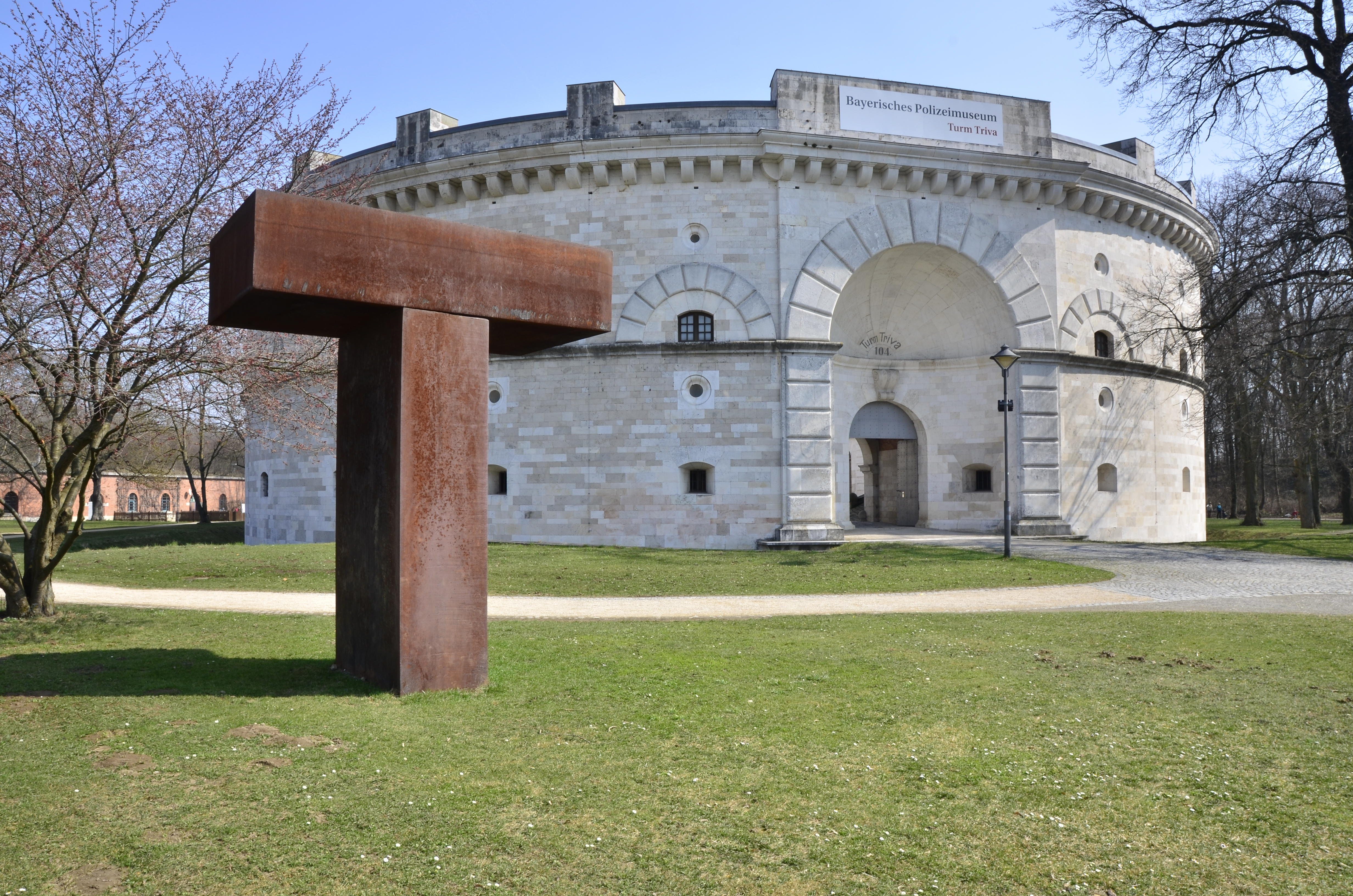
Turm Triva (1828–1841), Landesfestung Ingolstadt, Bayern
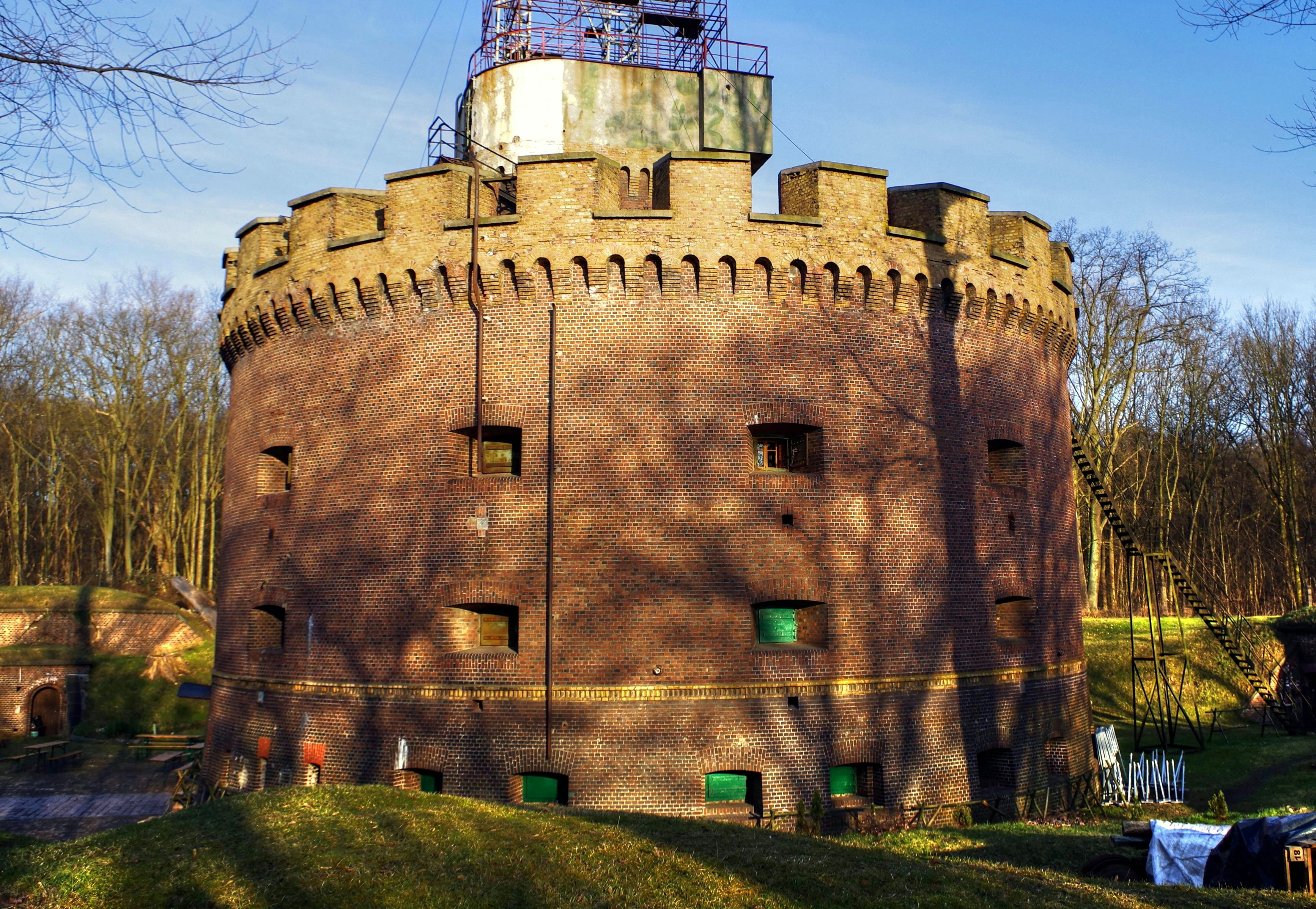
Turmfort „Engelsburg“ (um 1854) der Festung Swinemünde, im Innern zentraler Rauchabzug, Polen